# فرانكنتال
فراكنتال (فالتز) (بالألمانية: Frankenthal) هي urban district of Germany و بلدة ألمانية تقع في ألمانيا في راينلند بالاتينات.  يقدر عدد سكانها بـ 46,938 نسمة .

## المدن التوأمة
مدن كولومب، أو دو سين، شتراوسبرغ و سوبوت هي مدن توأمة لـفراكنتال (فالتز).

## معرض صور

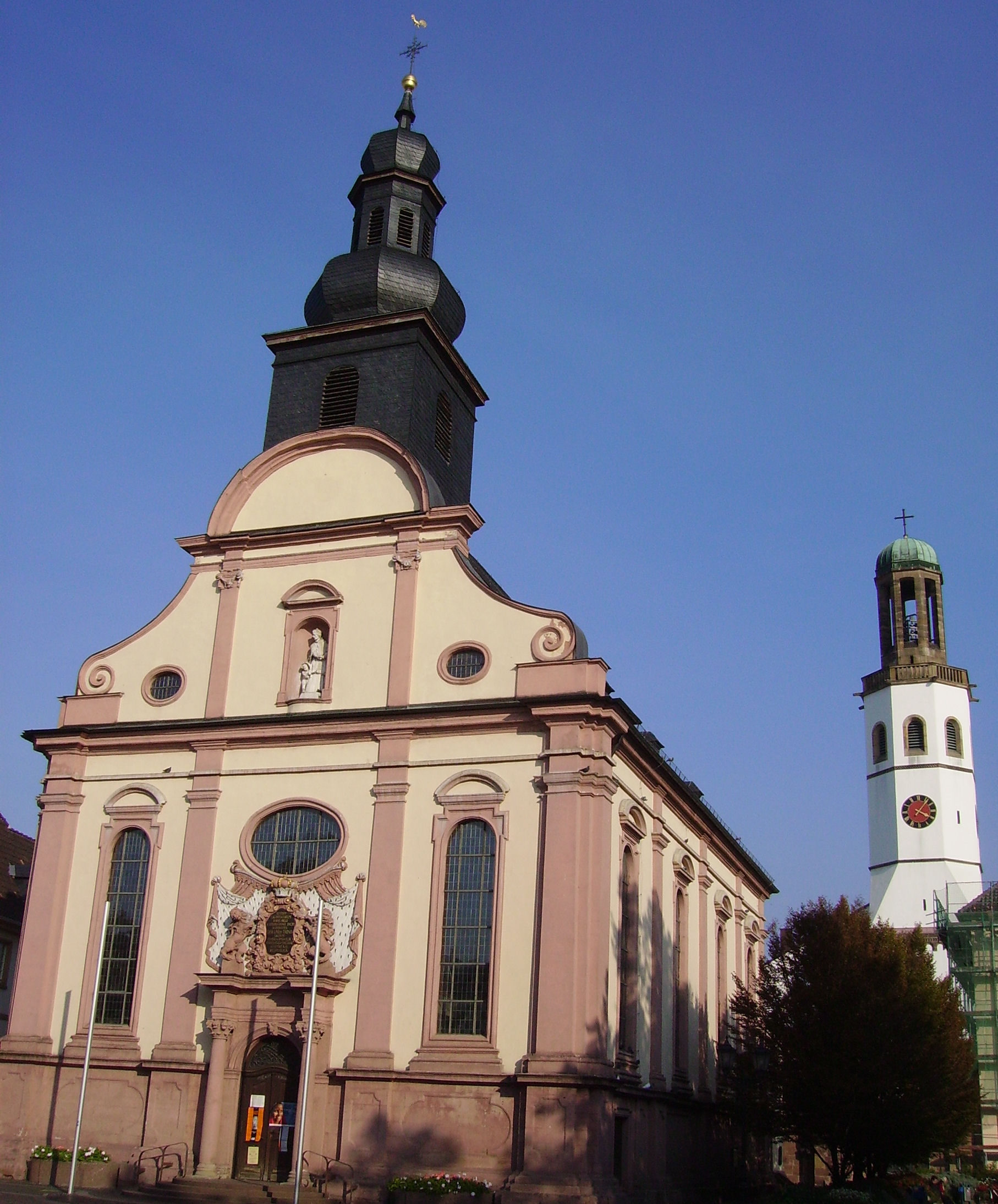
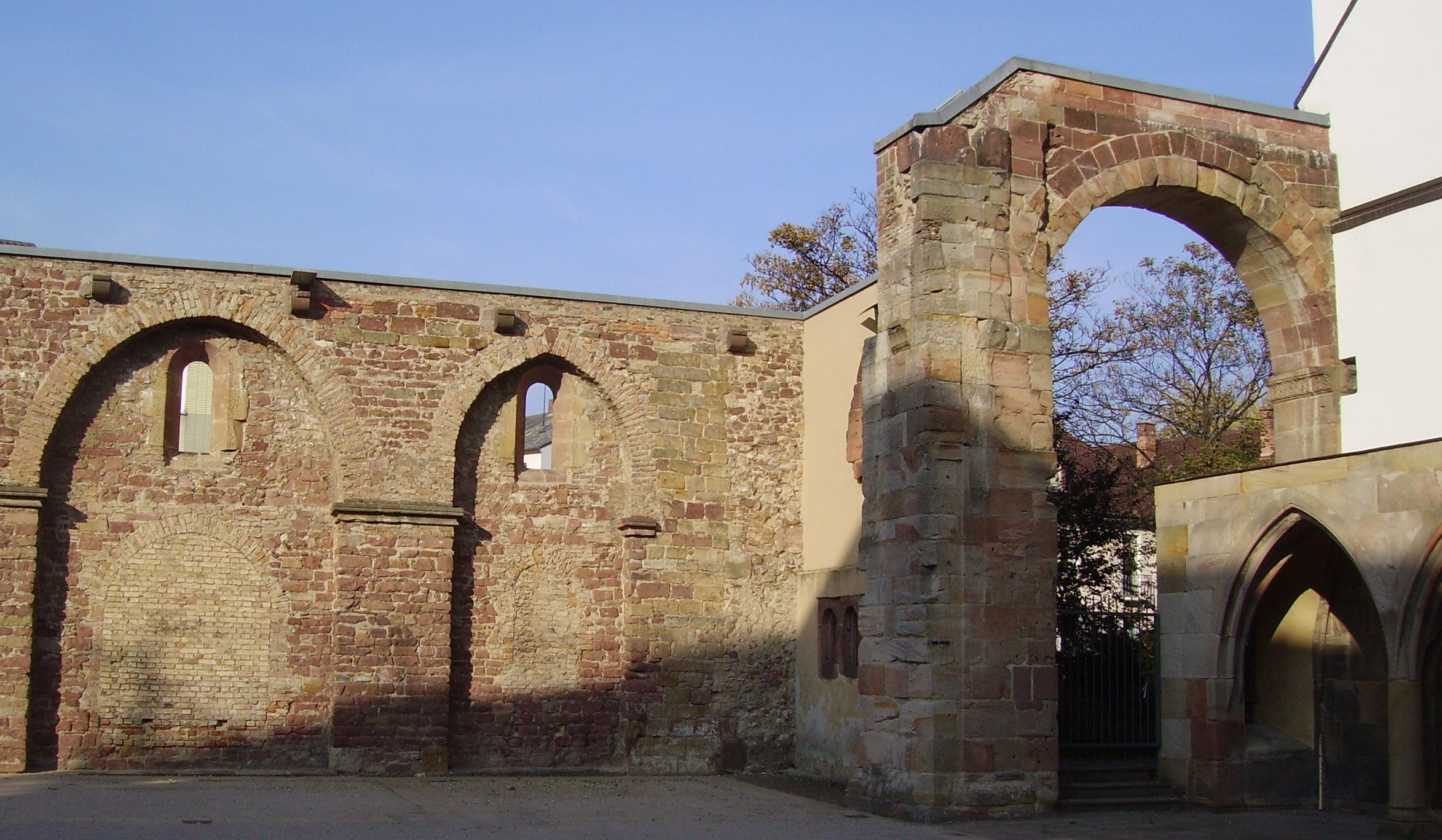
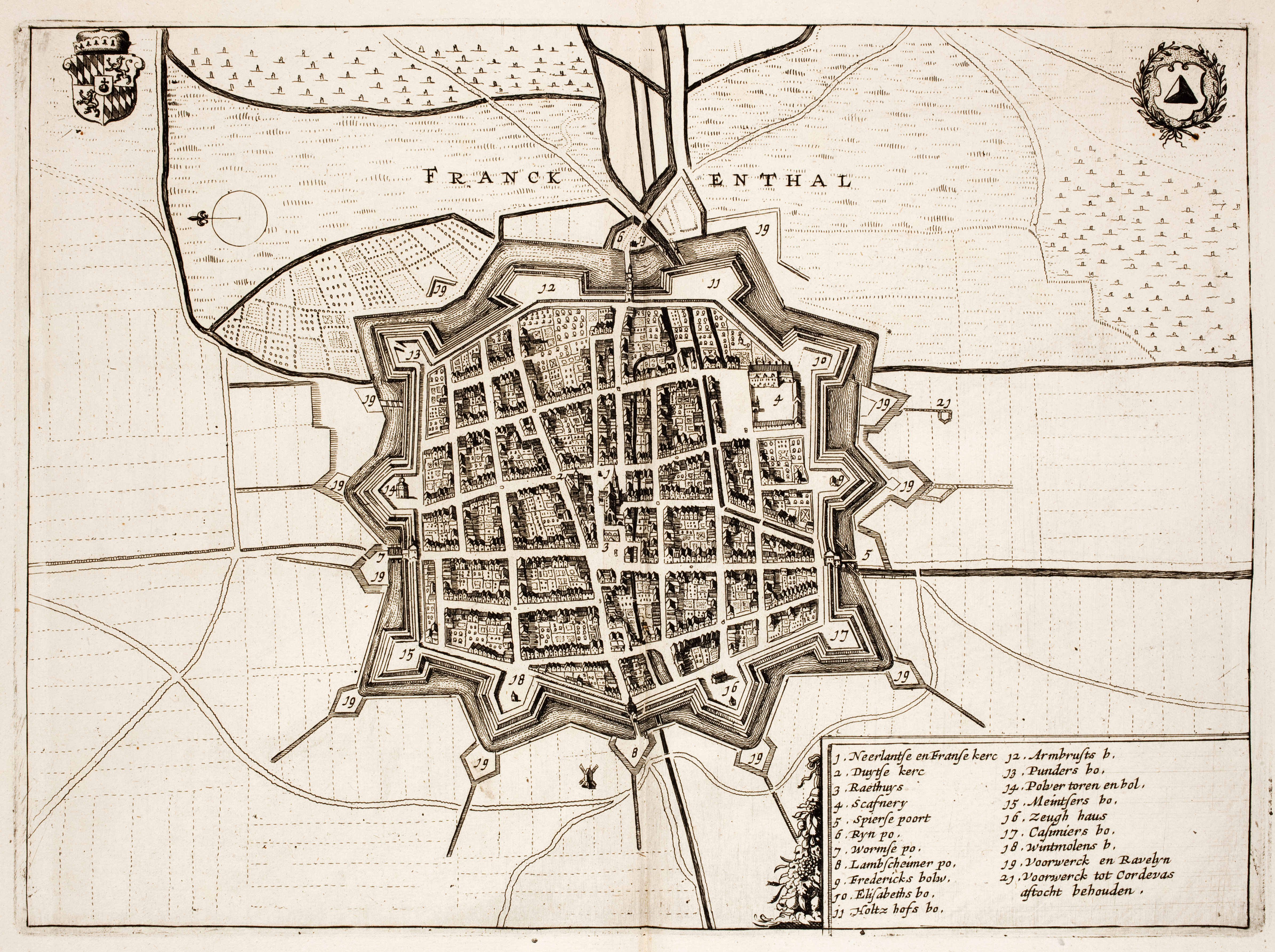
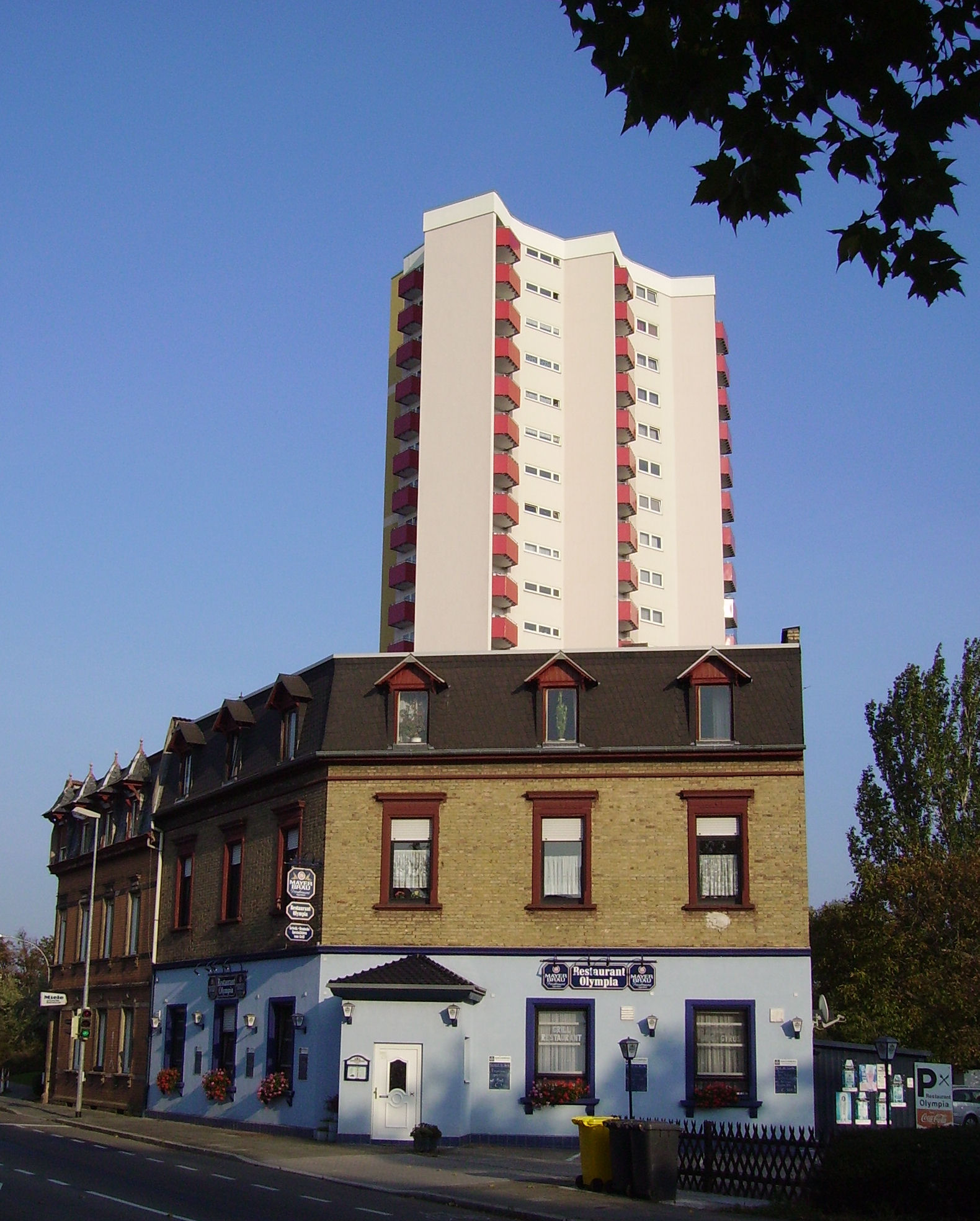
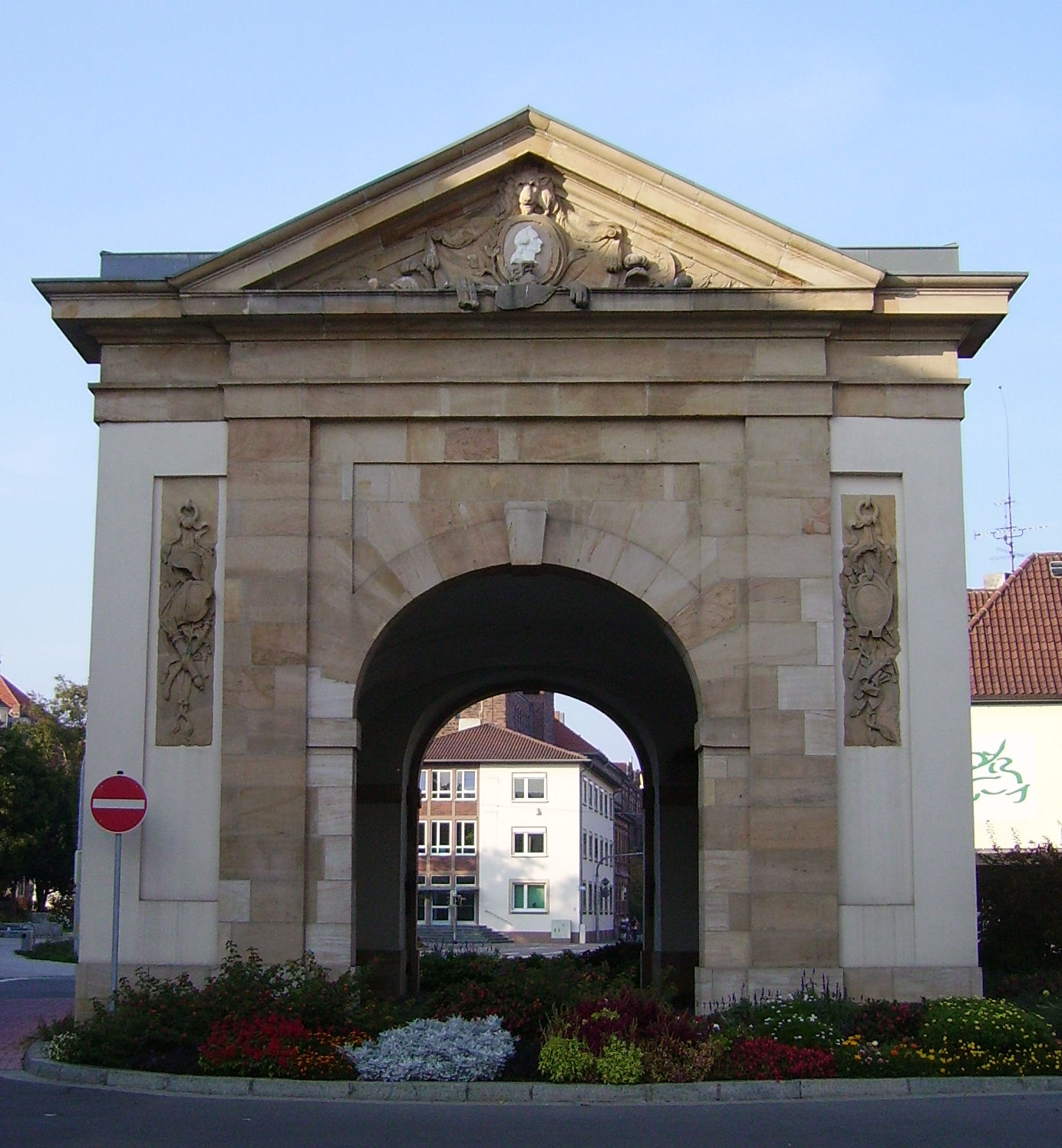

## أعلام
- أرنولد فانك
- داني بلوم
- إف. أ. مان
- بيتر ترامب
- يوليوس فون ميشيل